# Lijst van voorzitters van het Uitvoerend Bewind van de Bataafse Republiek
Dit is een lijst van voorzitters van het Uitvoerend Bewind van de Bataafse Republiek. Zie ook: Lijst van voorzitters van de Nationale Vergadering van de Bataafse Republiek.
| 25 januari 1798   | 24 februari 1798  | Pieter Vreede                                            |                      |
| 25 februari 1798  | 24 maart 1798     | Wijbo Fijnje                                             |                      |
| 25 maart 1798     | 24 april 1798     | Stefanus Jacobus van Langen                              |                      |
| 25 april 1798     | 24 mei 1798       | Berend Wildrik (1754-1831)                               |                      |
| 25 mei 1798       | 12 juni 1798      | Johan Pieter Fokker (1755-1831)                          |                      |
| 14 juni 1798      | 19 juli 1798      | Jacob Spoors                                             | Intermediair Bestuur |
| 25 juni 1798      |                   | Gerrit Jan Pijman (1750-1839)                            | Intermediair Bestuur |
| 3 juli 1798       | 2 augustus 1798   | Isaäk Jan Alexander Gogel (1765-1821)                    | Intermediair Bestuur |
| 4 juli 1798       | 12 augustus 1798  | Reinier Willem Tadama (1771-1812)                        | Intermediair Bestuur |
| 12 juli 1798      |                   | Abram la Pierre                                          | Intermediair Bestuur |
| 17 augustus 1798  | 16 september 1798 | Albert Willem Hoeth (1758-1827)                          | Intermediair Bestuur |
| 17 september 1798 | 16 oktober 1798   | Johannes Willem van Hasselt (1752-1833)                  |                      |
| 17 oktober 1798   | 16 november 1798  | François Ermerins (1753-1840)                            |                      |
| 17 november 1798  | 16 december 1798  | Anthony Frederik Robbert Evert van Haersolte (1756-1830) |                      |
| 17 december 1798  | 16 januari 1799   | Johan Frederik Rudolph van Hooff                         |                      |
| 17 januari 1799   | 16 februari 1799  | Albert Willem Hoeth                                      |                      |
| 17 februari 1799  | 16 maart 1799     | Johannes Willem van Hasselt                              |                      |
| 17 maart 1799     | 16 april 1799     | François Ermerins                                        |                      |
| 17 april 1799     | 16 mei 1799       | Anthony Frederik Robbert Evert van Haersolte             |                      |
| 17 mei 1799       | 16 juni 1799      | Johan Frederik Rudolph van Hooff                         |                      |
| 17 juni 1799      | 16 juli 1799      | Albert Willem Hoeth                                      |                      |
| 17 juli 1799      | 16 augustus 1799  | Augustijn Gerhard Besier (1758-1829)                     |                      |
| 17 augustus 1799  | 16 september 1799 | François Ermerins                                        |                      |
| 17 september 1799 | 16 oktober 1799   | Anthony Frederik Robbert Evert van Haersolte             |                      |
| 17 oktober 1799   | 16 november 1799  | Johan Frederik Rudolph van Hooff                         |                      |
| 17 november 1799  | 16 december 1799  | Albert Willem Hoeth                                      |                      |
| 17 december 1799  | 16 januari 1800   | Augustijn Gerhard Besier                                 |                      |
| 17 januari 1800   | 16 februari 1800  | François Ermerins                                        |                      |
| 17 februari 1800  | 16 maart 1800     | Anthony Frederik Robbert Evert van Haersolte             |                      |
| 17 maart 1800     | 16 april 1800     | Johan Frederik Rudolph van Hooff                         |                      |
| 17 april 1800     | 16 mei 1800       | Albert Willem Hoeth                                      |                      |
| 17 mei 1800       | 16 juni 1800      | Augustijn Gerhard Besier                                 |                      |
| 17 juni 1800      | 16 juli 1800      | François Ermerins                                        |                      |
| 17 juli 1800      | 16 augustus 1800  | Anthony Frederik Robbert Evert van Haersolte             |                      |
| 17 augustus 1800  | 16 september 1800 | Jan Hendrik van Swinden (1746-1823)                      |                      |
| 17 september 1800 | 16 oktober 1800   | Albert Willem Hoeth                                      |                      |
| 17 oktober 1800   | 16 november 1800  | Augustijn Gerhard Besier                                 |                      |
| 17 november 1800  | 16 december 1800  | François Ermerins                                        |                      |
| 17 december 1800  | 16 januari 1801   | Anthony Frederik Robbert Evert van Haersolte             |                      |
| 17 januari 1801   | 16 februari 1801  | Jan Hendrik van Swinden                                  |                      |
| 17 februari 1801  | 16 maart 1801     | Albert Willem Hoeth                                      |                      |
| 17 maart 1801     | 16 april 1801     | Augustijn Gerhard Besier                                 |                      |
| 17 april 1801     | 16 mei 1801       | François Ermerins                                        |                      |
| 17 mei 1801       | 16 juni 1801      | Anthony Frederik Robbert Evert van Haersolte             |                      |
| 17 juni 1801      | 16 juli 1801      | Jan Hendrik van Swinden                                  |                      |
| 17 juli 1801      | 16 augustus 1801  | Gerrit Jan Pijman                                        |                      |
| 17 augustus 1801  | 16 september 1801 | Augustijn Gerhard Besier                                 |                      |
| 17 september 1801 | 16 oktober 1801   | François Ermerins                                        |                      |
| 17 oktober 1801   |                   | Anthony Frederik Robbert Evert van Haersolte             |                      |